# سینما آیه
سینما آیه سینمایی در شهر قم، ایران است. 
این سینما که در سال ۱۳۹۵ تأسیس شده متعلق به مدرسه اسلامی هنر قم است و دارای یک سالن نمایش با ظرفیت ۱۱۰ نفر می‌باشد.